# Karjan
Karjan är en ort i Indien.   Den ligger i distriktet Vadodara och delstaten Gujarat, i den västra delen av landet, 800 km sydväst om huvudstaden New Delhi. Karjan ligger 29 meter över havet och antalet invånare är 34 995.
Terrängen runt Karjan är mycket platt. Runt Karjan är det tätbefolkat, med 308 invånare per kvadratkilometer. Det finns inga andra samhällen i närheten. Trakten runt Karjan består till största delen av jordbruksmark.